# فیل گایمون
فیل گایمون (انگلیسی: Phil Gaimon؛ زادهٔ ۲۸ ژانویهٔ ۱۹۸۶) دوچرخه‌سوار اهل ایالات متحده آمریکا است.
از باشگاه‌هایی که در آن بازی کرده‌است می‌توان به کنندیل–دراپاک، و کنندیل–دراپاک، اشاره کرد.